# Balkanski Dimitrovgrad
FK Balkanski Dimitrovgrad, serb:  ФК Балкански – serbski klub piłkarski z Dimitrovgradu. Został utworzony w 1924 roku. Obecnie występuje w Srpska Liga Istok.